# Vicente Llorens
Vicente Llorens Castillo (Valencia, 10 de enero de 1906 - Jalance, Valencia, 5 de julio de 1979), historiador de la literatura española.

## Biografía
Vivió infancia y adolescencia en el número 10 de la calle de la Carda, próxima al Mercado Central de Valencia. Fue alumno de la Escuela Mixta Graduada del Centro Unión Republicana Autonomista, dirigida por Vicente Orts. Aprendió a tocar muy bien la guitarra, instrumento en el que tuvo por profesor y amigo a Andrés Segovia, y se aficionó al teatro y al cine, actividad esta última que le ganó el mote de "Pamplinas" entre sus amigos y condiscípulos de entonces; a saber, Francisco Almela y Vives, el poeta Juan Gil-Albert, Alfredo y Julio Just Gimeno y el músico Eduardo López-Chavarri, Federico Martínez Miñana, Adolf Pizcueta, Eduardo Ranch Fuster, Rafael Supervía, Guillermina Medrano y el geólogo Vicent Sos Baynat.
Estudió el primer año de Filosofía y Letras en la Universidad de Valencia y los siguientes en la de Madrid, donde se licenció (1926); el institucionista José Castillejo le proporcionó una beca de la Junta de Ampliación de Estudios con la que pudo salir como lector de español en las universidades de Génova (1926-1927), Marburgo (1927-1928) y Colonia (1929-1933), donde fue discípulo del gran filólogo Leo Spitzer; estuvo, pues, siete años fuera de España, entre 1926 y 1933; desde Alemania colabora al menos en dos diarios valencianos, en El Mercantil Valenciano, al que envía crónicas sobre la situación política alemana del momento, con especial interés en el Partido Nacionalsocialista, y en El Pueblo, con colaboraciones de crítica literaria sobre jóvenes valores, como Juan Gil-Albert o Jorge Luis Borges; siente la tentación de marchar a América, pero Leo Spitzer le convence para que siga en Alemania; en Colonia empieza a convivir con una joven a la que conoció en Génova en un concierto de Andrés Segovia en 1928, la argentina de origen italiano Lucía Chiarlo, con la que se casará en 1936; en 1933 renuncia a su puesto en solidaridad con Leo Spitzer, cesado de su cátedra por Hitler a causa de su origen judío, y regresó a España a petición de Pedro Salinas para trabajar junto con Ramón Menéndez Pidal y Américo Castro en la sección de literatura del Centro de Estudios Históricos. Gracias a José Castillejo ejerció como profesor y, enseguida, como director de la Escuela Internacional Plurilingüe hasta el inicio de la Guerra Civil en 1936, puesto que aprovecha para fichar como profesores a su hermano Carlos, arquitecto y miembro del Partido Comunista, y a su amigo Eduardo Ranch Fuster. Ingresa en el PSOE y durante la Guerra Civil alcanza el grado de teniente de carabineros del ejército republicano y trabaja como traductor del Estado Mayor en la Subsecretaría del Ejército de Tierra. En noviembre de 1936 se traslada, junto con el gobierno republicano, a Valencia, y allí es nombrado traductor de un general austriaco, el socialista Julius Deutsch. Con él pasa a Barcelona, donde residirá hasta el final de la guerra.
Tras buscar a Lucía por los campos de refugiados, llegó a París en 1939 y trabaja en la Oficina de Ayuda a Excombatientes de la Guerra, sostenida principalmente por laboristas ingleses, y, gracias al Servicio de Evacuación de Republicanos Españoles (SERE), de allí salieron hacia Santo Domingo el 25 de octubre de 1939. En 1940 es nombrado catedrático "especial" de literatura española en la Universidad de Santo Domingo. Allí dirigió además el Teatro Universitario y fue invitado durante los años 1940 y 1941 por diversas instituciones de Cuba y Puerto Rico para pronunciar allá diversas conferencias. Preparó además una Antología de la literatura dominicana en dos volúmenes (I. Verso; II. Prosa), publicados ambos en febrero de 1944. Empieza ya a interesarse en el tema del exilio y escribe, sobre experiencias propias y ajenas, sus Memorias de una emigración: Santo Domingo, 1939-1945. Al terminar la II Guerra Mundial se incorporó a la Universidad de Río Piedras, en San Juan de Puerto Rico; rechazó el cargo de director del Departamento de Estudios Hispánicos en espera de sus gestiones para marchar a los Estados Unidos, y durante su estancia puertorriqueña colabora en Revista de América, de Bogotá, y Asomante, de Puerto Rico. Publica también Don Quijote y los libros (1947), conferencia en la conmemoración del Cuarto Centenario de Cervantes; gracias a las gestiones de Pedro Salinas y Leo Spitzer, marchó como profesor a las universidades norteamericanas de Johns Hopkins, de Baltimore –hasta el año 1949–, y, sobre todo, por mediación de Américo Castro, a la de Princeton; publica entonces Liberales y románticos (México: El Colegio de México, 1954), lo que le convirtió en maestro de la historia cultural y literaria española; Llorens exhumaba toda una literatura española escrita en inglés: además de la de Blanco White, la teatral y narrativa de Trueba y la ensayística de Antonio Alcalá Galiano, Antonio Puigblanch, José Joaquín de Mora o Joaquín Lorenzo Villanueva, entre muchos otros, incluido el botánico Mariano Lagasca. Investigó las revistas de los emigrados españoles y su colaboración en las londinenses, que algunas veces eran una forma más llevadera de ganarse la vida para aquellos hombres de letras obligados a ejercer de profesores de español, de traductores, de zapateros, de lo que fuera, para poder subsistir. Su primera esposa enferma y muere en 1957, lo que le sume en una fuerte depresión; pero sigue enseñando a sus discípulos, entre los que se cuentan Claudio Guillén, Clara Lida o los hijos de su maestro Pedro Salinas, Solita Salinas y Jaime Salinas Bonmatí; le cabe redescubrir en 1971, a través de una Antología de obras en español, la obra literaria de José María Blanco White, que impactó a una “inmensa minoría” de lectores, como Juan Goytisolo, quien le dedicó al año siguiente su edición de la Obra inglesa del sevillano. En 1972 se jubila y queda de profesor emérito de la Universidad de Princeton, si bien siguió enseñando en un programa de la Universidad de Stony Brook, de Nueva York, hasta su jubilación definitiva, en 1976. Se casa en segundas nupcias con Amalia García.
En estos años finales publica algunos de sus mejores libros: Aspectos sociales de la literatura española (Madrid, Castalia, 1974), el primer tomo de El exilio español de 1939 (Madrid, Taurus, 1976) o el ya póstumo sobre El romanticismo español (Madrid, Castalia-Fundación Juan March, 1980). En Baltimore había empezado ya a publicar sus estudios sobre los exilios culturales españoles: “El retorno del desterrado”, en Cuadernos Americanos (1948), punto de partida de su futuro libro Liberales y románticos; “La actividad literaria de la emigración española”, en la revista Occidental, de Nueva York (1949), y “La imagen de la patria en el destierro”, en Asomante, de Puerto Rico (1949). Estos tres artículos expresan con claridad la línea de investigación a la que va a consagrar todo su trabajo intelectual: la historia de los exilios culturales españoles, particularmente el de los liberales durante el Romanticismo y el exilio republicano. Tras su jubilación regresó a España y colaboró en algunos números del diario español El País. Vive en la casa de campo "La Alcarroya" del pueblo de Jalance, amargado por la construcción de una central nuclear en sus cercanías, y murió en 1979. Su biblioteca y archivo fueron donados a la Biblioteca Valenciana por su viuda, Amalia García de Llorens, tras un largo proceso de negociaciones que concluyó en el año 1999 con la llegada a Valencia de su legado.

## Obra
Escribió sobre los exilios y emigraciones liberales del siglo XIX, materia en la que sus estudios resultan todavía hoy fundamentales: Liberales y románticos (1954), Memorias de una emigración (1975), Aspectos sociales de la literatura española (1974) y su póstuma El Romanticismo español (1980). Según las tres conferencias que impartió en mayo de 1979, dos meses antes de su muerte, en la Fundación Juan March de Madrid, bajo el título general de La discontinuidad de la cultura española, la discontinuidad venía a ser una constante trágica de la historia de España desde 1492 a 1939: expulsión de los judíos en 1492, judeoconversos, heterodoxos del siglo XVI, expulsión de los moriscos entre 1609 y 1613, jesuitas expulsos entre 1767 y 1814, afrancesados de 1813, liberales de 1814, emigración de 1823, emigraciones carlistas decimonónicas, emigraciones de progresistas y demócratas en 1866, emigración republicana de 1874, emigración durante la dictadura de Primo de Rivera (1923-1930) y exilio republicano de 1939. La historia de la cultura española sería, pues, una serie de “discontinuidades” o fracturas que quiso y supo estudiar con el rigor documental y la claridad expositiva que siempre le caracterizaron. Mantuvo también un copioso epistolario con Rafael Altamira, Max Aub, Francisco Ayala, Pedro Salinas, María Zambrano, Américo Castro, etc. Son importantes sus tesis sobre el Romanticismo español, según las cuales este movimiento se genera sobre todo gracias al retorno de los exiliados, con lo que se contrapone a otras tesis -como las de Edgar Allison Peers-, que defienden un origen endógeno del Romanticismo, como característica esencial de la literatura española.

## Publicaciones
- Liberales y románticos. Una emigración española en Inglaterra, 1823-1834 (México: El Colegio de México, 1954); hay tres ediciones ampliadas posteriores, la última Madrid, Castalia, 2006.[2]
- La emigración republicana de 1939, Madrid: Taurus (1976).
- Memorias de una emigración: Santo Domingo, 1939-1945 (1975).
- Aspectos sociales de la literatura española (1974).
- El Romanticismo español (1980, póstuma).
- Estudios y ensayos sobre el exilio republicano español de 1939, Sevilla: Renacimiento.